# سیارک ۲۷۹۶۷
سیارک ۲۷۹۶۷ (به انگلیسی: 27967 Beppebianchi، نامگذاری:1997TE) بیست و هفت هزار و نهصد و شصت و هفتمین سیارک کشف شده‌است که در ۱ اکتبر ۱۹۹۷ کشف شد.